# 左鎮老君祠

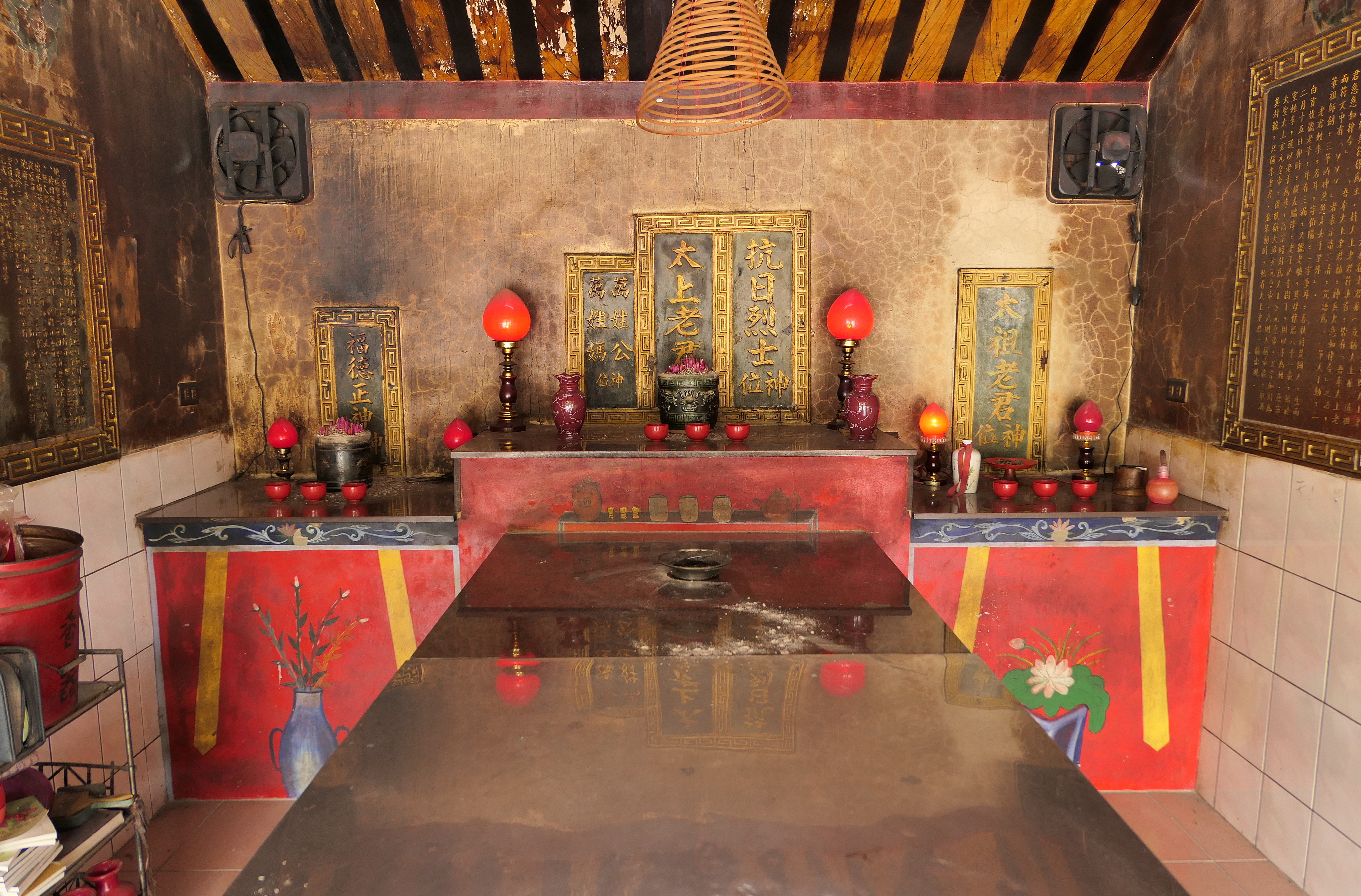
左鎮老君祠內部，可以看到該廟沒有供奉神像。

左鎮老君祠是位於臺灣臺南市左鎮區的廟宇，供奉「太上老君」、「抗日義士」、「萬姓公」、「萬姓媽」、「太祖老君」、「福德正神」。該廟與其他廟宇不同，沒有供奉神像，而是供奉「神位」:320。因老君祠同時供奉了漢人神明與西拉雅族的「太祖」，並主要依照漢人宗教儀式來運作，故段洪坤認為該廟是一種「合壇太祖祠廟」:137。
該廟在1960、1970年代時香火鼎盛，曾同時搭3、4棚戲搬演。

## 沿革
老君祠建於何時已不可考，最初該廟是以3塊石頭為牆，1塊扁型大石當屋頂的「石頭廟」，內部安置1個香爐。後來改為「竹籠仔」小祠，而後歷經多次改建。一說該廟原是有應公廟，供奉噍吧哖事件中的「抗日義士」，而後又合祀後坑部落的太祖:69:320。而根據葉春榮所撰的〈建祠緣起〉（1985年）之說法，之所以會合祀「太祖」是因為原住民改信基督教之後，將「太祖」壺體拋棄，導致「太祖」無家可歸而做亂。之後在池府千歲指點下，於二次大戰後合併奉祀。另外〈老君祠記〉（1996年）的碑文則寫說，1985年改建時的主任委員茅茂源認為該廟除了奉祀萬姓公、萬姓媽之外，也該將附近沒有地方住的神明也請來，所以將土地公和田陽、後坑的太祖也迎到廟裡。而後又覺得廟裡要有一個主神做主，就請來地位很高的「太上老君」做主神。
此外又有林水永訪問茅榮吉的說法，認為最初是「石片太祖祠」，但沒有祀壺，而是祭拜時持香呼請太祖再將香插入香爐內。因為靈驗信徒日多，之後多次改建，日後才收容噍吧哖事件的冤魂。
約在民國50年代（1960年代）重建為小廟。民國74年（1985年），據說因「太上老君」降乩指示要建廟奉祀，茅茂源、葉正忠等人乃成立了籌建委員會，廟地由鄭石麟、葉榮本捐獻。而也是在這次建廟過程中，決定以「老君祠」為正式廟名。
後來在民國85年（1996年）因玉南公路（台20線）拓寬，該廟遂拆除重建:320。

## 建築
1995年重建之後，老君祠為三開間的鋼筋混凝土建築，前有拜亭。正殿中間牆上鑲有大理石的神位，最中間的主祭壇供奉的是「太上老君神位」、「抗日義士神位」、「萬姓公萬姓媽神位」，廟左供奉「太祖老君神位」，廟右供奉「福德正神神位」。

## 祭祀活動
該廟平常每天早晚會點香、敬茶，另外每月初一、十五會給「太祖老君」的祀壺換水，並獻上檳榔跟酒。鄭智信擔任老君祠管理員時，每月初一、二、三、十五、十六、十七等日會用茶杯敬酒、獻檳榔，其他日子則早晚用噴霧器行噴酒禮。另外早期老君祠是在六月十六日慶祝「太祖老君」的聖誕，但後來請示菜寮復興宮池府千歲後，廟方獲得指示說三月十四才是「太祖老君」聖誕，遂更改祭典日期。另外一說是因為茅茂源考量原本的聖誕日所在的時期雨水特別多，所以將廟中各神的祭典日期統一集中在三月十四日。
另外原本老君祠的祀壺有3個，後來又增加1個。但後來管理員林英通覺得麻煩，跟太祖商量後改祀1支壺。